# 크로스파이어 (소설)
《크로스파이어》(일본어: クロスファイア)는 미야베 미유키의 장편 소설이다. 코분사에서 단행본이 출판되었다. 2000년 카네코 슈스케 감독이 연출을 맡아, 야다 아키코 주연으로 영화화되었다.

## 도서
- 크로스파이어 상 - ISBN 4-334-07313-1
- 크로스파이어 하 - ISBN 4-334-07314-X

### 문고판
- 크로스파이어 상 - ISBN 4-334-73370-0
- 크로스파이어 하 - ISBN 4-334-73371-9

## 영화
〈헤이세이 가메라 3부작〉으로 가네코 슈스케 감독에 의해 2000년 6월 10일에 도호 배급으로 개봉되었다. 야다 아키코는 이 영화로 첫 주연을 맡았고, 나가사와 마사미의 데뷔작이기도 하다. 전일담에 해당 되는 중편 〈번제〉(『하토부에 풀』 수록)을 사용한 오리지널 스토리도 추가하여 각색 되었다. 절정에 유원지가 염상하는 장면에서는 1/5 스케일 모형을 스튜디오에서 폭파 되고 있다.

### 줄거리
염력 방화 능력(파이로키네시스)의 초능력을 타고난 여성, "아오키 준코"(야다 아키코 분)는 어릴때부터 어머니로부터 "너는 화를 내면 안된다", "친구에게 다가가서는 소용없다", "그 힘을 사용하면 절대 안된다"라는 말을 들으며 자라왔다. 그런 이유로 사회인이 되고 나서도 타인과 전혀 어울리지 못하고, 동료를 험담하는 여성이 되어 버린다. 그러던 중, 동료의 "타다 카즈키"(이토 히데아키 분)와 친밀한 사이로 발전한다.
하지만 그녀가 얻은 순간의 행복은 잠시, 어느 날 준코는 여고생 연쇄살인범에게 카즈키의 여동생 유키에가 살해되는 것을 목격하게 된다. 범인들은 살인을 저지르고도 살인범의 리더인 "코구레 마사키"(토쿠야마 히데노리 분)의 아버지의 연줄과 증거가 불충분하다는 판정을 받고 무죄를 선고받는다. 분노한 카즈키는 마사키에게 복수하려고 하지만, 준코는 재미삼아 사람을 죽이고, 스스로 "시대의 영웅"이라고 지껄이는 코구레 일당들에 대해 심한 분노를 느끼며, 흥분한 카즈키를 진정시키며 "살인범들은 내가 죽이겠다"라고 선언한다.
한편, 준코는 거대 범죄 조직의 "가디언"의 멤버기도 코이치(요시자와 히사시 분)의 도움으로, 범인 집단의 소년들에게 용서없는 제재를 가한다. 살아남은 마사키를 쫓는 준코를 여고생 연쇄살인사건을 수사하고 있던 이시즈 치카코(모모이 카오리 분)와 마키하라 야스아키(하라다 류지 분)가 뒤쫓는다. 어린 시절에 동생이 파이로키네시스의 초능력을 가진 소녀에게 살해당한 적이 있는 야스아키는 범인이 파이로키네시스 초능력자라고 생각한다. 이후 "가디언"의 암부가 노출된 사건은 뜻밖의 결말이...

### 출연
- 아오키 준코 : 야다 아키코
- 타다 카즈키 : 이토 히데아키
- 키도 고이치 : 요시자와 히사시
- 쿠라타 카오리 : 나가사와 마사미
- 마키하라 야스아키: 하라다 류우
- 타다 유키에 : 하마오카 마야
- 코구레 마사키 : 토쿠야마 히데노리
- 노사 에이지 : 이시바시 렌지
- 하세가와 요시히로 : 나가시마 토시유키
- 이시즈 치카코 : 모모이 카오리
- 스나이퍼 : 타니하라 쇼스케
- 깡패 : 미야사코 히로유키
- 아오키 미유키 : 츠츠이 마리코
- 코구레 다이조 : 혼다 히로타로
- 아사바 토시미츠 : 호타루 유키지로
- 사에키 : 나카야마 시노부
- 젊은 부원 : 미즈하시 켄지
- 점원 : 후지 후미코
- 분향 손님 : 야마자키 하지메, 코우모토 마사히로
- 기동 대장 : 우에다 코이치
- 하세가와 : 나미키 시로

### 스태프
- 감독 : 카네코 슈스케
- 제작 : 히야시 요시노부
- 기획 : 토야마 쇼고
- 각본 : 카네코 슈스케, 요코타니 마사히로, 야마다 코타
- 원작 : 미야베 미유키
- 프로듀서 : 하마다 카즈야, 혼마 히데유키, 세다 카즈히코, 타가미 세츠로
- 제작 담당자 : 마에다 코지
- 음악 : 오오타니 코우
- 음악 프로듀서 : 키타하라 쿄코
- 조감독 : 무라카미 히데아키
- 촬영 : 다카마 켄지
- 편집 : 토미타 이사오
- 미술 : 미이케 토시오
- 미술 조수 : 이나무라 마사히토, 카스가 요시유키, 카시야마 치에코, 고바야시 마키
- 녹음 : 미야우치 카즈오
- 조명 : 사이토 카오루
- 기획 협력 : 마키타 코지, 카네코 겐지로
- 제작 협력 : 도호, TBS
- 배급 : 도호

### 주제가
- Every Little Thing : 〈The One Thing〉

## 디지털 만화
- 원안 : 미야베 미유키
- 작화 : 후지모리 유유칸
- 시나리오 : 모리 시게루
- 주제가 : Every Little Thing 〈The One Thing〉

코나미가 운영하는 휴대폰을 위한 디지털 만화 사이트 주간 코나미에서 만화화되었다. 어드벤처 게임의 요소도 갖추고 있어 〈제1부〉의 중간에 나타나는 선택에 따라 이야기가 〈제2부〉, 〈제2부 어나더 스토리〉로 분기한다. 테마 송 〈NΦ CRIME〉은 3가지 패턴이 준비되어 있으며, 본편 이외에도 다음 음악 게임에 수록되어 있다.
- NΦ CRIME (일본어 버전 / 영어) - beatmaniaIIDX16 EMPRESS

- NO CRIME (SHANADOO 가창판·일본어) - DanceDanceRevolution 훌훌 ♪ 파티

## 관련 작품
- R.P.G. - 시즈 치카코가 등장.

〈모방범〉과의 크로스 오버 작품.
- 《기묘한 이야기 20주년 스페셜 가을 ~ 인기 작가 경연 편 ~》- 본작의 전일담 『번제』가 드라마화되었다.

「파이어 스타터」이 작품의 모티브가 된 작품.